# John Scott, 9.º Duque de Buccleuch
Walter Francis John Montagu-Douglas-Scott, 9.º Duque de Buccleuch e 11.º Duque de Queensberry (nascido em 28 de setembro de 1923 e falecido em 4 de setembro de 2007) foi um nobre e político escocês.
Ele tinha uma fortuna pessoal estimada em £55 milhões de libras esterlinas e mais £ 400 milhões segurados pelo Grupo Buccleuch, sua companhia. Em 2003, o Duque foi manchete quando Virgem do Fuso, pintura de Leonardo Da Vinci, foi roubada do Castelo de Drumlanrig. 

## Biografia
John Montagu-Douglas-Scott é o único filho de Walter Montagu-Douglas-Scott, 8.º Duque de Buccleuch e 10.° Duque de Queensberry, e de sua esposa, Mary Lascelles, uma descendente do 2.º Conde de Harewood. Foi educado em Eton College e em Christ Church, na Universidade de Oxford.
Ele serviu como tenente-comandante da reserva voluntária e da reserva da Marinha Real Britânica de 1942 até 1971. Recebeu a Condecoração de Reserva Voluntária em 1959. Em 1988, John foi apontado honorário-capitão. Além disso, ele foi capitão da Unidade Real de Arqueiros.
Como Conde de Dalkeith, ele foi um conselheiro de Roxburghshire, em 1958. Ele contestou o distrito eleitoral de Edinburgh East em 1959 e foi um membro do parlamento unionista (mais tarde conservador) por Edinburgh North através de uma eleição parlamentar complementar, de 1960 até 1973. Serviu como secretário parlamentar privado ao Lord Advocate (1961-1962) e ao Secretário de Estado da Escócia (1962-1964).
A 10 de janeiro de 1953, ele desposou Jane McNeill, a única filha de John McNeill e de Amy Yvonne Maynard. Eles têm quatro filhos juntos:
- Richard Scott, 10.º Duque de Buccleuch, nascido em 14 de fevereiro de 1954.
- Lorde William Montagu-Douglas-Scott, nascido em 9 de janeiro de 1957.
- Lady Charlotte-Anne Montagu-Douglas-Scott, nascida em 9 de janeiro de 1966.
- Lorde Damian Montagu-Douglas-Scott, nascido em 8 de outubro de 1970.

O 9.º Duque de Buccleuch, faleceu em 4 setembro de 2007 aos 83 anos, semana antes dos seus 84 anos.

## Títulos
- Lorde Eskdaill (1926-1935)
- Conde de Dalkeith (1935-1973)[1]
- Sua Graça O Duque de Buccleuch (1973-2007)[1]